# Thingvalla Line

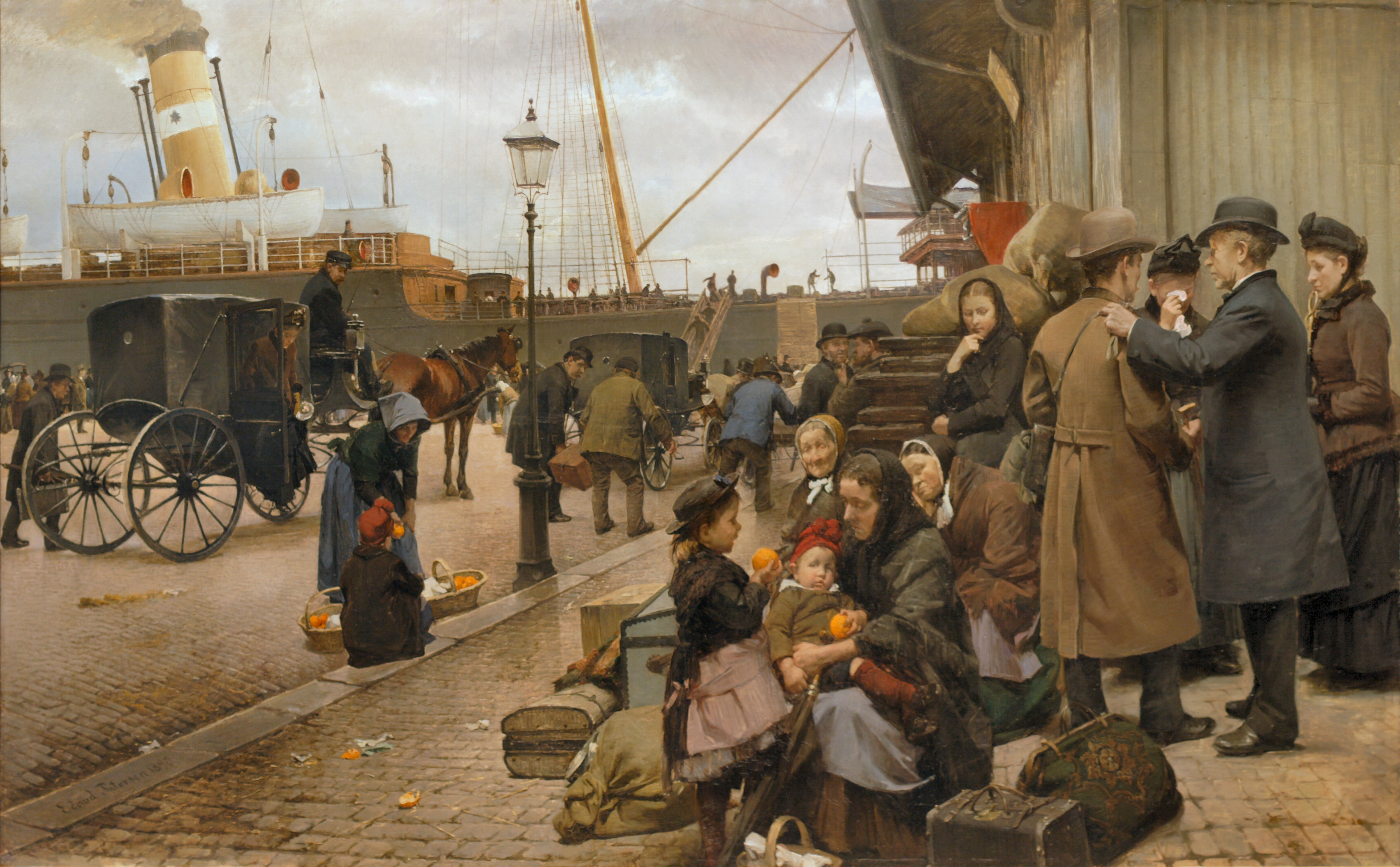
Emigrants attendant d'embarquer sur un navire de la Thingvalla Line.

La Thingvalla Line est une compagnie maritime danoise fondée en 1879 par Carl Frederik Tietgen. Durant une vingtaine d'années, elle exploite la ligne de Copenhague à New York en passant par Christiania et Kristiansand, principalement pour les immigrants scandinaves. Son existence est troublée par plusieurs accidents qui entachent sa croissance, et sa flotte se limite à une dizaine de navires dont le dernier acquis est l'Amerika (ancien Celtic de la White Star Line, en 1893, qui se révèle trop gros pour la ligne et n'est que peu utilisé.
En 1898, la Thingvalla Line est rachetée par une importante compagnie danoise, DFDS, et devient la Scandinavian America Line.